# 别斯普列米亚诺夫斯基农村居民点
别斯普列米亚诺夫斯基农村居民点（俄语：Бесплемяновское сельское поселение）是俄罗斯联邦伏尔加格勒州乌留平斯克区所属的一个农村居民点。其下辖有4个居民点，行政中心为别斯普列米亚诺夫斯基。据2016年统计，该农村居民点的人口为385人。